# 賴名湯

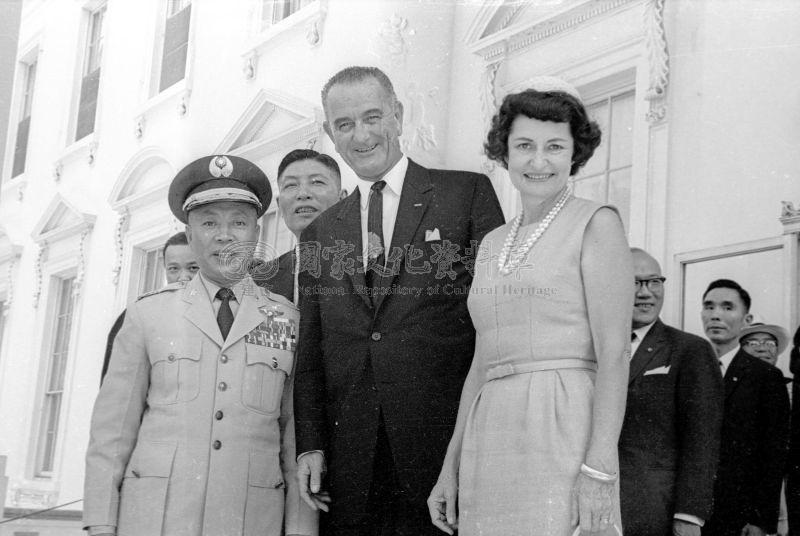
1961年7月31日，副參謀總長賴名湯上將在白宮前與美國副總統林登·詹森夫婦合影

賴名湯（1911年6月1日—1984年11月28日），號曉庵，空軍一級上將，本籍江西省石城縣，前參謀總長、聯勤總司令、空軍總司令。
1967年接任空軍總司令，任內大力推動航空國防工業：建立航空工業發展中心，選派航空工程軍官赴美受訓，支持多項飛機研發（介壽號、中興號、中運機、自強號），並多次赴美洽商軍機（UH-1H，F-5E/F）合作生產事宜，奠定我國航空工業的基礎，確立了空軍後勤補給生產能力。

## 經歷
1937年，剛從杭州筧橋國民革命軍空軍學校畢業的賴名湯，即跟隨高志航參與對日戰役，獲得一定戰功。隨後南京空戰中受傷，從現役飛官轉任於教育與訓練工作，後赴美擔任留美空軍領隊，嗣升總領隊，中國駐英國武官，總部情報署署長等職。
1949年，政府播遷臺灣後，以國軍軍事情報為主。並於1953年，於韓國處理韓戰中國人民志願軍1萬4千名戰俘來台事宜。因為處理得宜，晉升國防部參謀次長。
先後擔任聯勤總司令、空軍總司令。1965年6月，蔣介石明令聯勤總司令賴名湯連任一次。1970年升任參謀總長，擔任此職務一直到1976年卸任。獲頒授青天白日、寶鼎、雲麾、勝利、忠勤、復興等勳章。1971年9月，訪問美國、比利時、盧森堡和韓國。
1945年底與名作曲家賴孫德芳女士結婚，育有三子，長子賴世倫現居美國、長女賴曉倫、次子賴世聲為前台北市政府捷運工程局局長。
1984年11月30日，病逝於臺灣臺北，享年73歲。

## 外部連結
- 中華民國國軍歷史文物館 賴名湯 （页面存档备份，存于）

| 军职           | 军职                                         | 军职          |
| -------------- | -------------------------------------------- | ------------- |
| 中華民國國防部 |                                              |               |
| 前任： 徐煥昇  | 中華民國空軍總司令 1967年-1970年             | 繼任： 陳衣凡 |
| 前任： 高魁元  | 中華民國參謀總長 1970年7月1日－1976年6月30日 | 繼任： 宋長志 |